# Chiwetel Ejiofor
Chiwetel Umeadi Ejiofor CBE (n. 10 iulie 1977) este un actor britanic de teatru și film, care a primit Premiul BAFTA pentru cel mai bun actor într-un rol principal pentru rolul lui Solomon Northup din filmul 12 ani de sclavie.

## Filmografie
- Deadly Voyage / Vaporul terorii (1996) - Ebow
- Amistad (1997) - Ens. Covey
- G:MT Greenwich Mean Time (1999) - Rix
- It Was an Accident (2000) - Nicky Burkett
- My Friend Soweto (2001) - Soweto
- Murder in Mind (2001) - DS McCorkindale (1 episod, 2001)
- Mind Games (2001) - Tyler Arnold
- Dirty Pretty Things / Viața în Londra (2002) - Okwe
- Twelfth Night, or What You Will (2003) - Orsino
- Three Blind Mice / Trei soareci orbi (2003) - Mark Hayward
- The Canterbury Tales / Povestiri din Canterbury (2003) - Paul
- Love Actually / Pur și simplu dragoste (2003) - Peter
- She Hate Me / Ea mă urăște! (2004) - Frank Wills
- Red Dust / Frumoasa din Saigon (2004) - Alex Mpondo
- Melinda and Melinda / Melinda si Melinda (2004) - Ellis Moonsong
- Slow Burn / Patimi mocnite (2005) - Ty Trippin
- Serenity (2005) - The Operative
- Kinky Boots / Cizme deocheate (2005) - Lola / Simon
- Four Brothers / Patru frați (2005) - Victor Sweet
- Tsunami: The Aftermath / Tsunami: Dupa dezastru (2006) - Ian Carter
- Inside Man / Omul din interior (2006) - Det. Bill Mitchell
- Children of Men / Copiii tatălui (2006) - Luke
- Talk to Me / Vorbește cu mine (2007) - Dewey Hughes
- American Gangster / Gangster american (2007) - Huey Lucas
- Redbelt / Centura roșie (2008) - Mike Terry
- Endgame / Sfârșitul jocului (2009) - președintele Thabo Mbeki
- 2012 (2009) - Adrian Helmsley
- Tonight at Noon (2010) - Lee/Evans
- Three Way Split (2010)
- Salt (2010)
- Inside Man 2 (2010) - Detective Bill Mitchell
- The Suffering (2011) - Torque
- Savannah (2013) - Christmas Moultrie
- Phil Spector (2013)
- Half of a Yellow Sun / Jumătate de soare (2013) - Odenigbo
- Dancing on the Edge (2013) - Louis
- 12 Years a Slave / 12 ani de sclavie (2013) - Solomon Northup
- Z for Zachariah (2015) - Loomis
- The Martian / Marțianul (2015) - Venkat Kapoor
- Spectre (2015) - (rumored)
- Secret in Their Eyes / Secretul (2015) - Ray
- National Theatre Live: Everyman (2015) - Everyman
- Triple 9 / Triple 9: Codul străzii (2016) - Terrell Tompkins
- Doctor Strange (2016) - Baron Mordo

- Infinit (2021) - Ted Bathurst în 2020

## Legături externe
- Chiwetel Ejiofor la Internet Movie Database